# Johan Pettersson (etnolog)
Johan Pettersson, född den 17 november 1923 i Uddevalla, död den 22 september 2018 i Skärhamn, var en svensk präst och etnolog. 
Hans far var provinsialläkare i Uddevalla. Johan Pettersson blev filosofie doktor efter att ha disputerat vid Lunds universitet 1953 på avhandlingen Den svenska Skagerakkustens fiskebebyggelse: en etnologisk studie. Samtidigt studerade han teologi och prästvigdes i Västerås domkyrka 1954. Vid sin pensionering var han kyrkoadjunkt i Stenkyrka, Klövedals och Valla församlingars pastorat på Tjörn, Göteborgs stift. 
Vid sidan av sin prästgärning och som pensionär har
Johan Pettersson haft ett omfattande författarskap om Bohuläns historia, till stora delar utgivet på eget förlag.